# Kruppa Judit
Kruppa Judit (Dunaújváros) fotómodell, műsorvezető, lakberendező. 1985-ben, az első magyarországi szépségkirálynő-választáson elnyerte az első udvarhölgyi címet. A Skála áruház egyik reklámarca.
Számos tv-műsort vezetett, rádió műsorvezető volt, újságot szerkesztett, cikkeket írt.

## Élete
Modellként dolgozott. A helyi televízióban szerepelt: 1984-ben az Esti Mese műsorban meséket olvasott fel a gyerekeknek a híradó előtt.
1985-ben elnyerte az első udvarhölgyi címet a tragikusan elhunyt Molnár Csilla szépségkirálynő mellett. A versenynek köszönhetően indult el a karrierje a reklámszakmában: szerződést kötött a Skálával, az áruház „háziasszonya” lett.
1985-ben, 19 évesen az óvónői pályát otthagyta a modellkedésért. Reklámfilmekhez, plakátokhoz is kapott felkéréseket, fotói rendszeresen jelentek meg. 
Tíz évig modellkedett, a Skála Budapest Szövetkezeti Nagyáruház áruház reklámarca volt, Komjáthy Ágnest váltotta, aki az első reklámarca volt az áruháznak a 70-es években.
Műsorvezetőként is láthattuk, majd egy női magazin főszerkesztőjeként dolgozott.
1999-ben férjhez ment, házasságából két fia született, Ádám és Dávid. 
Diplomát szerzett, és lakberendező lett.
Jelenleg[mikor?] Zürichben, és Monacoban él.